# Caspar Baader
Pour les articles homonymes, voir Baader.
Caspar Baader, né le 1er octobre 1953 à Bâle, est un homme politique suisse membre de l'Union démocratique du centre (UDC). Il est Avocat de profession. En 2001, il est élu président du Groupe parlementaire de l'UDC à l'assemblée fédérale.

## Biographie
Après des études primaires et secondaires à Gelterkinden, Baader étudie au gymnase de Liestal jusqu'en 1972 puis l'agronomie à l'École polytechnique fédérale de Zurich (diplômé en 1977) et le droit à l'Université de Bâle (licence en 1982). En 1985, il obtient un brevet d'avocat dans le canton de Bâle-Campagne. Baader est avocat et dirige avec son frère Michael le cabinet Baader & Baader Advokaturbüro à Gelterkinden.
Entre 1983 et 1986, il est membre de l'exécutif communal de Bannwil. En 1998, il accède au Conseil national où il fait partie de la commission de l'économie et des redevances, qu'il préside également.
Caspar Baader est marié et père de trois enfants. Il vit à Gelterkinden dont il est originaire. Il est également colonel dans l'armée suisse.